# コナミのピンポン
『コナミのピンポン』（英: KONAMI's PING-PONG）は、コナミ（現・コナミデジタルエンタテインメント）が発売した卓球を題材としたスポーツゲームである。
本作は、プレイヤー表示としてラケットと持ち手のみが表示される画面構成と、ラケットの移動を自動化して返球の調整に重点を置いた操作が特徴となっている。
1985年5月23日にMSX版が発売され、1985年6月13日に業務用ビデオゲーム版が発売された。また、1987年には任天堂が本作のファミリーコンピュータ ディスクシステム版を『スマッシュピンポン』の名称で発売している。

## ゲーム内容
本作は卓球を題材とするビデオゲームで、試合の勝利を目指すゲームである。
コンピュータとの対戦を行う1人用モードと2人同時プレイが可能な対戦モードが存在する。対コンピュータ戦ではプレイ開始時に5段階の強さから選択できる。
本作では、選手の表示はラケットとその持ち手のみとなっており、それ以外の部分は省略されている。
本作のラケットの移動は、サーブの位置調整以外は自動的に球に追従する仕様であり、返球とそのタイミングに重点をおいた操作仕様となっている。プレイヤーはドライブ、カット、スマッシュの3種類の打法による球種の打ち分けと、フォアハンドとバックハンドを状況に応じて使い分けてラリーを制することが求められる。
ドライブは球速が速い性質を持ち、カットは球速が遅く対戦相手の返球を拾いやすい性質を持つ。スマッシュは、返球のタイミングミスで生じた山なりの軌道を描くチャンスボールを相手のコートに高速で返球するときに使用する。
打球方向は主に球を打つタイミングで決まり、球種やフォアハンドとバックハンドの選択も打球方向に影響する。フォアハンドで打った球は左方向に飛びやすくなり、バックハンドで打った球は右方向に飛びやすくなる性質がある。ラケットを打った後や持ち替え後には行動できない隙が生じるため、対戦相手の行動の予測が試合運びの上で重要となる。
本作ではサービスは5本ごとに交代し、デュースになると1本ごとに交代する仕様となっている。チェンジエンドは対人戦でのみ実施され、対コンピューター戦では行われない。
なお、本作のタイトル画面や観客席には『けっきょく南極大冒険』のペンギンが登場している（MSX版、業務用版）。

## 各機種版
| タイトル                                            | 発売日                           | 対応機種                                                                  | 開発元                   | 発売元                 | メディア                                | 型式       | 備考                                                                               |
| --------------------------------------------------- | -------------------------------- | ------------------------------------------------------------------------- | ------------------------ | ---------------------- | --------------------------------------- | ---------- | ---------------------------------------------------------------------------------- |
| - コナミのピンポン - Konami's Ping Pong             | - 1985年5月23日 - 1985年         | MSX                                                                       | コナミ工業               | コナミ                 | ROMカートリッジ                         | RC731      | -                                                                                  |
| コナミのピンポン                                    | 1985年6月13日                    | アーケード                                                                | コナミ工業               | コナミ                 | - 業務用基板 （基板販売のみ）           | -          | -                                                                                  |
| Konami's Ping Pong                                  | 1986年                           | Amstrad CPC コモドール64 ZX Spectrum                                      | Imagine Software         | Imagine Software       | フロッピーディスク                      | -          | -                                                                                  |
| - 4 Konami Coin-Op Hits - 3 Konami Coin-Op Hits     | 1986年                           | コモドール16                                                              | Imagine Software         | Imagine Software       | カセットテープ                          | -          | - オムニバス内の1本として収録。                                                    |
| スマッシュピンポン                                  | 1987年5月30日                    | ディスクシステム                                                          | コナミ工業               | 任天堂                 | ディスクカード片面                      | FMC-PPN    | - 販売本数：16万本 - 書き換え：31万回                                              |
| コナミゲームコレクション Vol.4 スポーツシリーズ2    | 1988年12月15日                   | MSX                                                                       | コナミ工業               | コナミ                 | 3.5インチフロッピーディスク             | -          | - オムニバス内の1本としてMSX版を収録。 - スナッチャー同梱のSCCカートリッジに対応。 |
| コナミアンティークス MSXコレクション Vol.1          | 1997年11月20日                   | PlayStation                                                               | KCET (移植担当)          | コナミ                 | CD-ROM                                  | SLPM-86052 | オムニバス内の1本としてMSX版を移植。                                               |
| コナミアンティークス MSXコレクション ウルトラパック | 1998年7月23日                    | セガサターン                                                              | KCEY (移植担当)          | コナミ                 | CD-ROM                                  | T-9530G    | オムニバス内の1本としてMSX版を移植。                                               |
| コナミのピンポン                                    | 2006年7月27日                    | Windows                                                                   | コナミ工業 (移植元)      | アイレボ               | ダウンロード (i-revo)                   | -          | - MSX版の移植。 - 2011年3月31日配信終了。                                          |
| コナミアンティークス MSXコレクション Vol.1          | 2006年11月22日                   | PlayStation Portable PlayStation 3 PlayStation Vita (PlayStation Network) | KCET (移植元)            | KDE                    | ダウンロード （ゲームアーカイブス）     | -          | オムニバス内の1本としてMSX版を移植。                                               |
| - スマッシュピンポン - Smash Table Tennis           | - 2008年11月25日 - 2009年7月17日 | Wii                                                                       | コナミ工業 (移植元)      | 任天堂                 | ダウンロード （バーチャルコンソール）   | -          | - ディスクシステム版の移植。 - 2019年1月31日配信終了。                             |
| Konami's Ping Pong                                  | 2010年6月16日                    | - Xbox 360 - Windows                                                      | Krome Studios (移植担当) | Microsoft Game Studios | ダウンロード （Game Room）              | -          | - 業務用版の移植。 - 配信終了。                                                    |
| スマッシュピンポン                                  | 2015年3月18日                    | Wii U                                                                     | コナミ工業 (移植元)      | 任天堂                 | ダウンロード （バーチャルコンソール）   | -          | - ディスクシステム版の移植。 - 2023年3月28日配信終了。                             |
| ファミリーコンピュータ Nintendo Switch Online       | 2020年12月18日                   | Nintendo Switch                                                           | コナミ工業 (移植元)      | 任天堂                 | ダウンロード                            | -          | ディスクシステム版の移植。                                                         |
| - コナミのピンポン - KONAMI's TABLE TENNIS          | 2024年11月14日                   | PlayStation 4 Nintendo Switch                                             | ハムスター (移植担当)    | ハムスター             | ダウンロード （アーケードアーカイブス） | -          | 業務用版の移植。                                                                   |

### MSX版
本作のMSX版はコナミが1985年5月23日に発売した。
MSX版ではラケットをカーソルキーとスペースキーを使用して操作する（1P側の場合）。また、ジョイスティックによる操作にも対応している。
MSX版は21点先取の3ゲーム制で、2ゲーム先取で勝利となる。

### 業務用ビデオゲーム版
本作の業務用版はコナミが1985年6月13日に発売した。キャッチコピーは「受けられるか！閃くスマッシュ。」。
業務用版では、ラケットを4つのボタンを使用して操作する。勝敗を決める試合の得点とは別にランキング用のスコア機能が存在し、点差や最初に選んだコンピュータの強さに応じて勝利ボーナス点が加算される仕様となっている。また、スマッシュエース、リターンエース、サービスエースを決めることでもボーナス点が獲得できる。
コンピュータ戦では1試合1ゲーム制で11点先取で勝利となり、試合に勝利すると1段階上の強さのコンピュータと対戦する。試合に敗れるとゲーム終了となる。2人プレイ時は11点先取の3ゲーム制で、2ゲーム先取でゲーム終了となる。
業務用版ではサービスに7秒間の制限時間が存在し、超過した場合は反則となり対戦相手の得点となる。

### スマッシュピンポン (ファミリーコンピュータ ディスクシステム)
本作のディスクシステム版は『スマッシュピンポン』の名称で任天堂が1987年5月30日に発売した。
ディスクシステム版では、ラケットを方向キーと1つのボタンを使用して操作する。
1人用と2人用それぞれに「A」と「B」モードが存在し、ルールを選択できる。Aモードでは11点先取の3ゲーム制、Bモードでは21点先取の3ゲーム制となり、2ゲーム先取で勝利となる。
また、タイトル画面などのゲーム中にはディスクシステムのマスコットキャラである「ディスくん」が、観客席にはドンキーコングが登場する。ディスくんがポーズ中にプレイヤーに声援を送ったり、2ゲーム終了後のブレイクタイム中にダンスを披露する要素が盛り込まれている。「イン」「アウト」など審判（女性）の音声も追加されている。

### PlayStation 4 / Nintendo Swtich版 (アーケードアーカイブス)
ハムスターが『アーケードアーカイブス』の1作品として、2024年11月14日に本作のPlayStation 4版とNintendo Switch版を配信した。業務用版の移植である。
アーケードアーカイブス版では、業務用版と同様のボタンによる操作のほか、方向キーとボタンを組み合わせた操作が可能となっている。上入力への機能割り当てに関しては設定でON、OFFが可能である。

## 評価

### MSX版
MSX専門誌『MSXマガジン』1985年7月号の「MSX SOFTレビュー」では、「ゲーム自体は、難しい操作がなくスピーディに楽しめる。レベルが5段階に設定されていて、タイミングが勝負のゲームのわりに、長く楽しめるように仕上がっている。本物以上の面白さを引き出したのは、さすがコナミ」として「★★★★☆」と評価した。
ゲーム本『美食倶楽部バカゲー専科外伝 謎のゲーム魔境3』においてゲームクリエイターのゾルゲ市蔵は個人的評価を65点（満100点）とした上で、「よくできた良作」と本作を称賛した他、表示されるのがラケットを握った手の部位のみである事に関して「斬新でいい感じ」と肯定的に評価した。

### 業務用ビデオゲーム版
ゲーメストムック『ザ・ベストゲーム』（1991年）の紹介文では、ラケットを持つ手の部位のみが表示される事に関して「不気味なゲームだった」と指摘しているが、「カットやドライブ、スマッシュと多彩なプレイができた」とゲーム内容に関しては肯定的に評価した。

### ディスクシステム版
ゲーム誌『ファミコン通信』の「クロスレビュー」では、8・9・9・9の合計35点（満40点）でプラチナ殿堂を獲得した。レビュアーからは卓球のテクニックやスピード感の再現性に関して、「実にうまく再現されていてすばらしい」など絶賛された。
ゲーム誌『ファミリーコンピュータMagazine』の読者投票による「ゲーム通信簿」での評価は以下の通りとなっており、15.23点（満25点）となっている。また、同雑誌1991年5月24日号特別付録の「ファミコンディスクカード オールカタログ」では、卓球という単純なルールのスポーツと操作性の良さによって「だれでも簡単に楽しむことができる」と本作を肯定的に評価した。また、コートチェンジの際にディスクカードが盆踊りを踊る事やゴリラが喜ぶなどの演出面に関して、「卓球というスポーツにある独特な暗さを、なくそうと努力している」と肯定的に評価した。
| 項目 | キャラクタ | 音楽 | 操作性 | 熱中度 | お買得度 | オリジナリティ | 総合  |
| 得点 | 2.69       | 2.46 | 3.21   | 3.45   | -        | 3.42           | 15.23 |

ゲーム誌『ユーゲー』では、ラケットを持つ手をプレイヤーが動かす必要がない事や、プレイヤーは球を打ち返すタイミングだけを見計らってボタンを押すというゲームシステムに関して、「スポーツをゲームにするには操作の単純化が必要とはいえ、ずいぶんと思い切ったものだ」と称賛した。また上級者となると球が見えなくなるほどの高速ラリーが展開される事に対して、「このスピード感こそが本作の魂」と指摘した他、「球を打ち返すまでのわずかな一瞬に、すべてが凝縮されているのだ」と主張した。